# Mejorada
Mejorada es un municipio y localidad española de la provincia de Toledo, en la comunidad autónoma de Castilla-La Mancha. El término municipal tiene una población de 1385 habitantes (INE 2024).

## Toponimia
El término Mejorada se deriva del latín MELIORARE, 'mejorar', con el sufijo -ada también del latín -ATAM.
Su origen podría deberse al antiguo nombre que recibían sus tierras: Malpartida. Esto tenía su origen en problemas de límites con Ávila a raíz de una mala partición del terreno por desigual o insuficiente en su extensión. Cuando en 1288 Sancho IV cede estas tierras a Juan García de Toledo, cambia el nombre por el de Mejorada, debiéndose bien a un aumento en la superficie de las mismas o bien que habrían sido donadas para su mejora. Según Corominas el nuevo nombre se debería al desechar el anterior por ser de mal agüero.

## Geografía

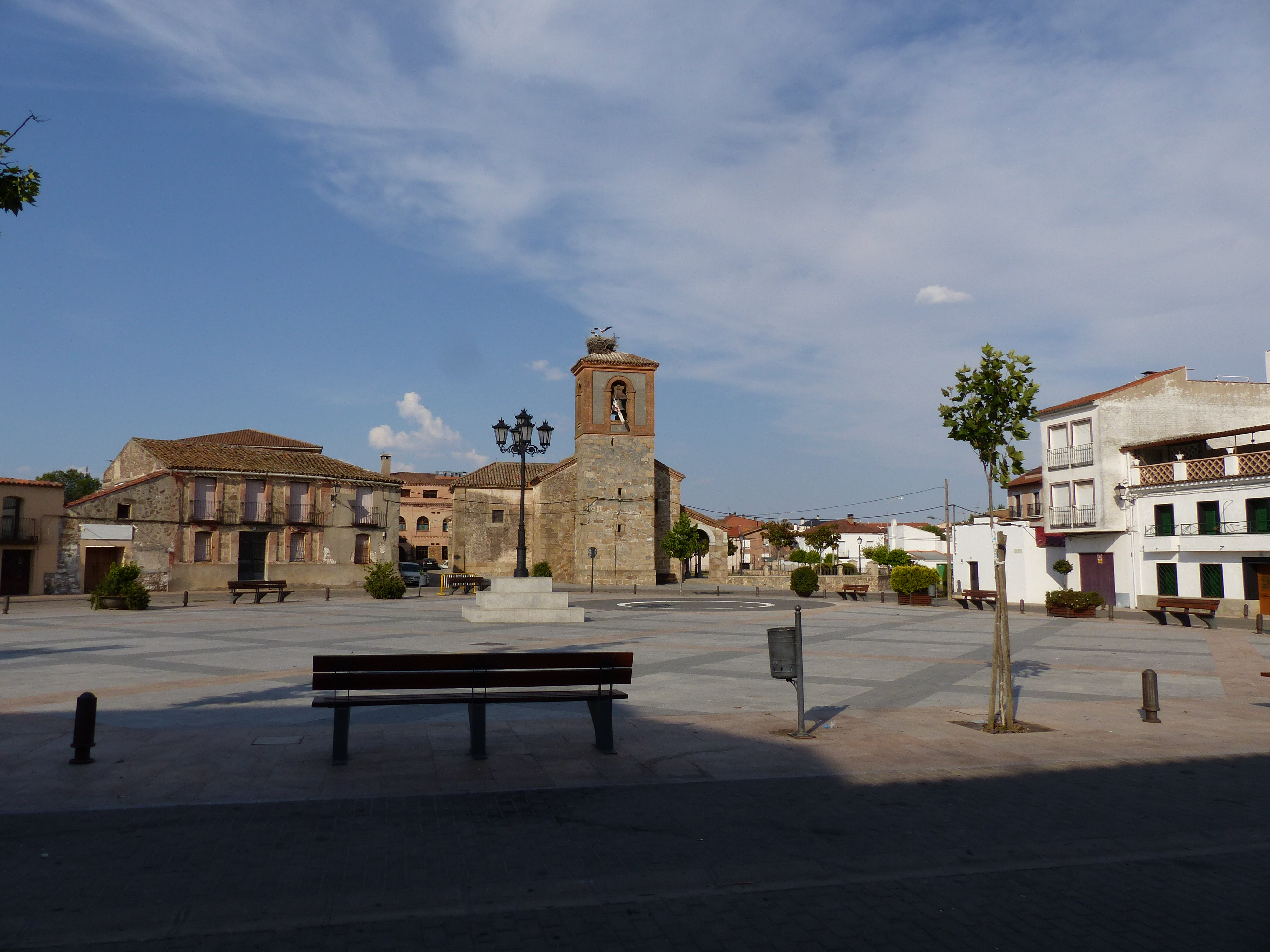
Plaza de la Constitución

El municipio se encuentra en la zona conocida como El Berrocal, situado «en una grande elevación, en un pequeño recinto circuido de riscos y enormes piedras». Pertenece a la comarca de la Sierra de San Vicente que a su vez es una de las subcomarcas de Talavera. Linda con los términos municipales de Montesclaros al norte, Segurilla al este, Talavera de la Reina y al oeste Velada
Se encuentra en el espacio geográfico delimitado por el río Tajo al sur y el valle del Tiétar al norte, en la zona conocida como El Berrocal.
El río Guadyerbas marca el límite norte del municipio, cruzado además por diversos arroyos como el de Riolobos, el de Helechoso, el de los Huertos o el de la Zafra.

## Historia
Tras la reconquista Alfonso VIII formaría los términos municipales de la zona que luego pasarían a formar parte de Cervera de los Montes y Mejorada. En el siglo XIII Sancho IV donó la villa a su portero mayor Juan García de Toledo quien mandaría construir el castillo. En el siglo XIV, ya con el título de Villa, perteneció a Diego García Gómez. En el siglo XV pasaría por herencia a María Manrique de Toledo, Señora de Mejorada, Magán, Segurilla, y Cerbera, primera esposa de Juan de Silva y Ribera, marqués de Montemayor. Después pasó a manos de Diego López de Toledo, que la vendió a su sobrino Juan de Ayala, señor de Cebolla y Villalba. Más tarde pasaría a formar parte del feudo condal de Oropesa.
A mediados del siglo XIX tenía 217 casas y el presupuesto municipal ascendía a 11 195 reales de los cuales 3000 eran para pagar al secretario.

## Demografía
Cuenta con una población de 1385 habitantes (INE 2024).
| Gráfica de evolución demográfica de Mejorada entre 1842 y 2021                                                        |
| |
| Población de derecho según los censos de población del INE. Población de hecho según los censos de población del INE. |

## Comunicaciones
La población está comunicada con Talavera de la Reina por la carretera CM-4132 que en su kilómetro 3 (Talavera-Mejorada) tiene acceso al punto kilométrico 118 de la Autovía del Suroeste. Se comunica con Segurilla, de la que dista 2 km, a través de la carretera TO-1283; y mediante la carretera TO-1280, la cual se cruza con la TO-1283 en Segurilla, se accede a Montesclaros, a 13 km, desde donde se puede llegar al Valle del Tiétar.

## Símbolos
Escudo cortado: 1º, de oro, un castillo de gules, aclarado de azur, y 2º, de azur, una paloma, de plata, picada y membrada de gules. Al timbre. corona real cerrada
Por encargo del Ayuntamiento, de fecha 30 de septiembre de 1982, propusieron los heraldista e historiadores José Luis Ruz Márquez y Buenaventura Leblic García el escudo descrito basándolo en el castillo erigido a raíz de que el rey Sancho IV diera en señorío en 1299 las tierras de Malpartida, denominándolas de Mejorada, a su portero mayor, Juan García de Toledo, a cuyas armas hace alusión la paloma del segundo cuartel. Tras ser dictaminado por la Real Academia de la Historia, fue aprobado por decreto n.º 5 de la Presidencia de la Junta de Comunidades de Castilla-La Mancha. de 28 de febrero de 1984.

## Administración
| Periodo   | Nombre                           | Partido |
| --------- | -------------------------------- | ------- |

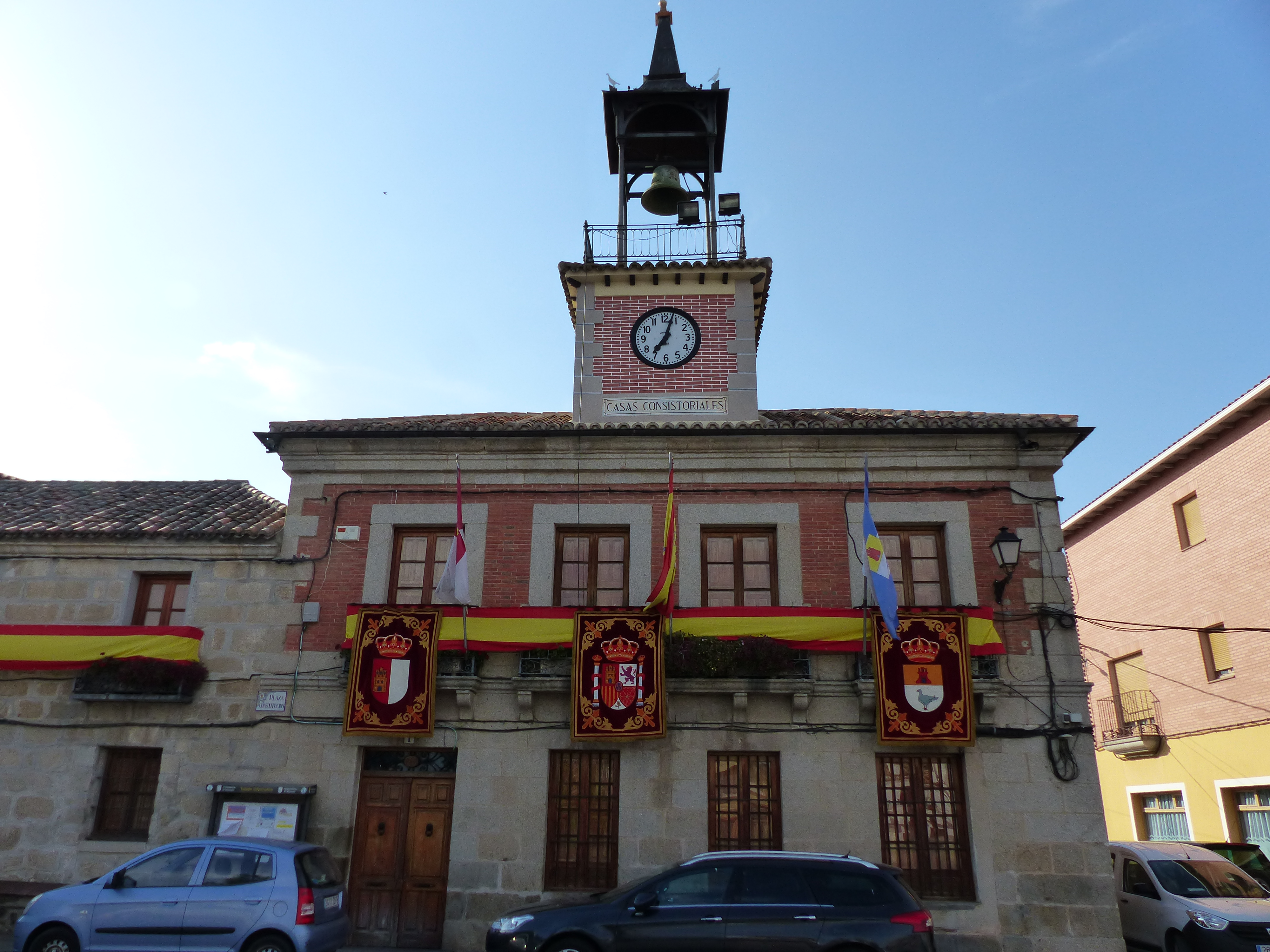
Casa consistorial

| 1979-1983 | José Antonio Carchenilla Sánchez | UCD     |
| 1983-1987 | José Antonio Carchenilla Sánchez | PSOE    |
| 1987-1991 | José Antonio Carchenilla Sánchez | PSOE    |
| 1991-1995 | Pablo Blázquez Sánchez           | PSOE    |
| 1995-1999 | Juan Antonio Merino Bermúdez     | PP      |
| 1999-2003 | Ángel Valero Sánchez             | PSOE    |
| 2003-2007 | Ángel Valero Sánchez             | PSOE    |
| 2007-2011 | José Antonio Gónzalez Gónzalez   | PP      |
| 2011-2015 | José María Cuadrado Gónzalez     | PSOE    |
| 2015-2019 | José Carlos Sánchez Blázquez     | PSOE    |
| 2019-2023 | José Carlos Sánchez Blázquez     | PSOE    |
| 2023-act. | José Carlos Sánchez Blázquez     | PSOE    |

## Educación
El municipio cuenta con un centro de educación infantil y primaria, el colegio público Rivera del Guadyerbas. 

## Monumentos

### Castillo

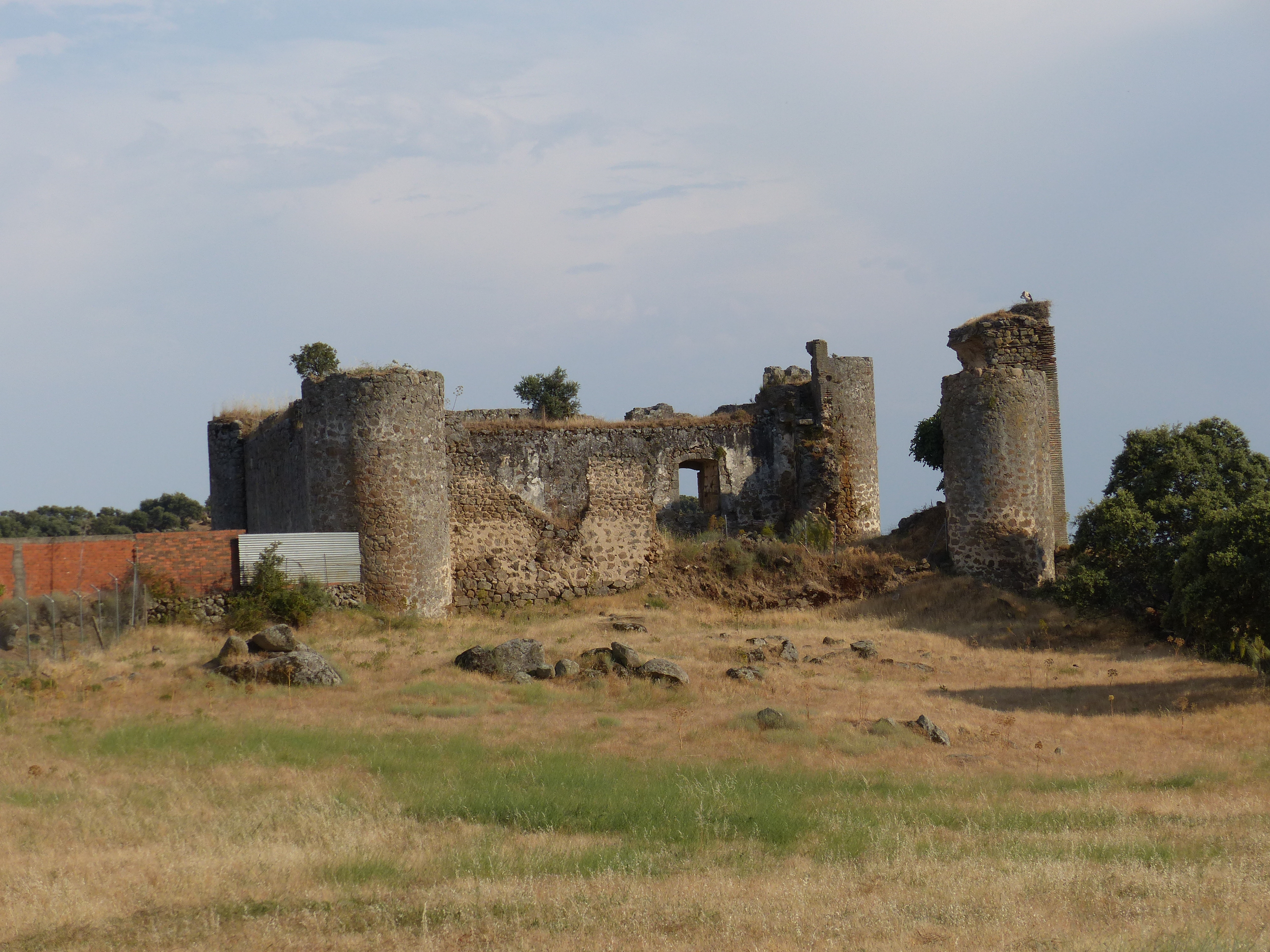
Castillo

El castillo de Mejorada se encuentra ubicado a unos 200 metros al sureste del pueblo. Su construcción se vincula a la creación del Señorío de Mejorada a finales del siglo XIII, cuando es cedida la villa y tierra de Mejorada por parte del rey Sancho IV a favor del caballero toledano Juan García de Toledo el 9 de julio de 1288, quien sería el primer señor de Mejorada. 
Los señores de Mejorada se ven obligados a hacer valer sus privilegios ante las pretensiones del concejo de Talavera. Estas circunstancias son la base de una política defensiva que a la postre concluyeron con la construcción del castillo, convirtiendo a dicha fortaleza en el máximo exponente y símbolo del poder de la nobleza frente al señorío eclesiástico de Talavera.
Actualmente la fortaleza se encuentra en estado ruinoso, quedando en pie únicamente los muros de los lados este y sur, así como parte del norte y del oeste. La planta es cuadrangular de 20 m x 20 m, con torreones circulares en los cuatro ángulos, aunque en la actualidad únicamente se conserva uno en pie. La entrada principal está situada al oeste, en donde destaca una torre del homenaje de planta rectangular. 
Los muros son de mampostería y de ladrillo, con un grosor aproximado de 1,55 m. En el lado oeste pueden apreciarse restos de un antemural, así como restos de una habitación con cúpula apuntada construida en ladrillo. En el muro sur, junto con el muro este el mejor conservado, pueden observarse dos ventanas a la altura del segundo piso.

### Iglesia parroquial de Nuestra Señora de la Asunción

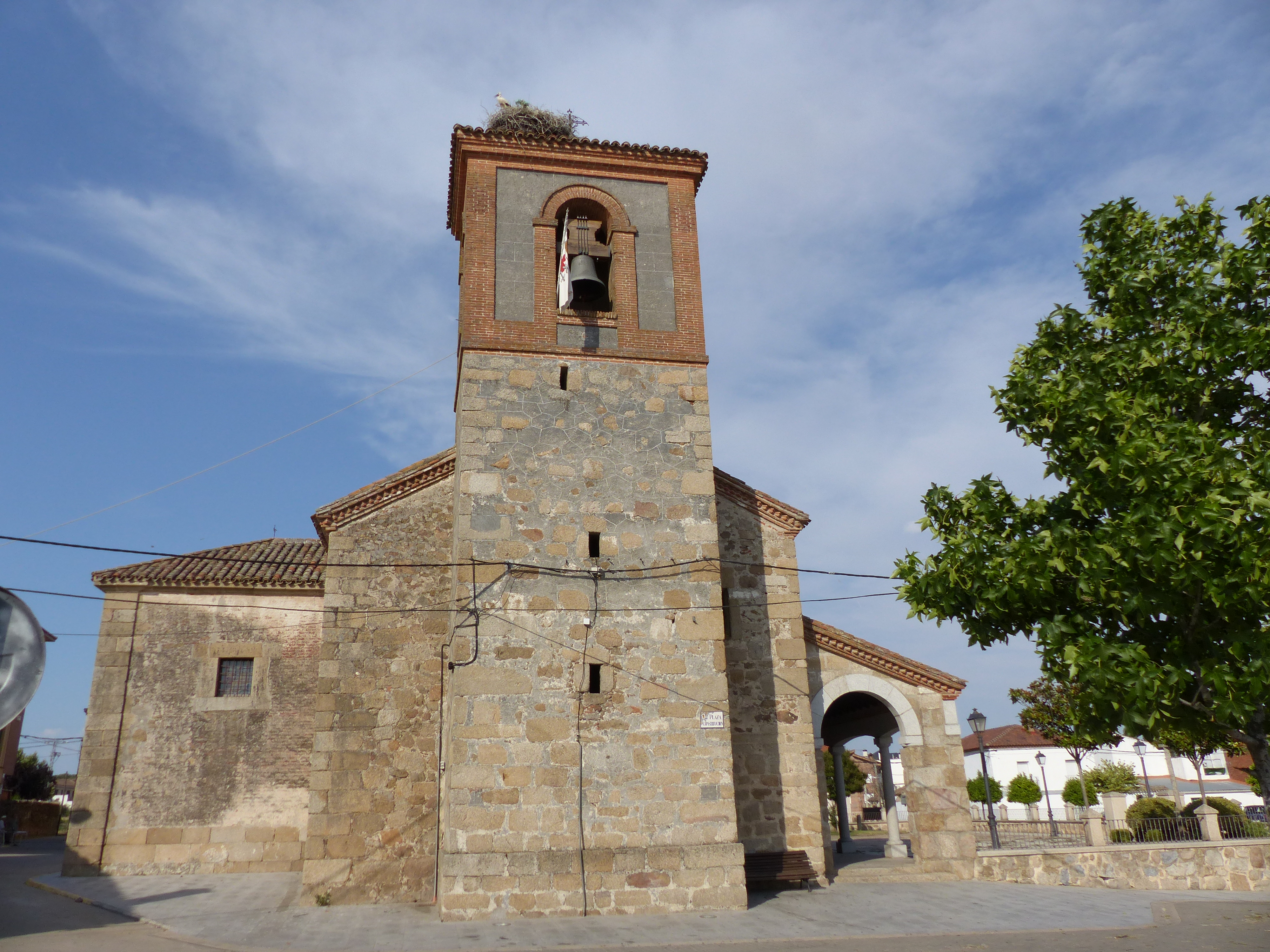
Iglesia de Nuestra Señora de la Asunción

Tiene una construcción muy típica en la zona de Talavera de la Reina. Se trata de un templo de planta única central y crucero, con torre situada en el centro del piecero. La cubrición está realizada con artesa de par (maderos emparejados dos a dos y dispuestos oblicuamente para formar la inclinación del tejado, que se apoyan en la hilera por la parte superior y en los estribos en la parte inferior) y nudillo (madero horizontal de la armadura de la cubierta donde se ensamblan los maderos emparejados de la artesa de par). 
En la construcción del templo pueden distinguirse varias épocas: el cuerpo inferior de la torre posiblemente fue construido en el siglo XV, no así la parte superior y remate de la torre los cuales fueron reedificados en la reforma que se llevó a cabo en 1905; del mismo modo la antigua capilla del Cristo Arrodillado, actualmente del Cristo de la Tabla, con nervaturas góticas, se debió construir en el citado siglo XV. La mayor parte de la nave principal y crucero, son ya obra del siglo XVI. La portada principal está orientada al mediodía, y en su construcción puede observarse un arco de medio punto de corte renacentista cuyo origen se sitúa en la primera mitad del siglo XVI.
A principios del siglo XVII se llevó a cabo una importante reforma. A dicha reforma pueden pertenecer la puerta norte, que consta de un sencillo arco de ladrillo de medio punto, el presbiterio y la capilla mayor, de planta rectangular. 
En 1653 se llevaron a cabo algunas obras de reforma en la nave de la iglesia relacionadas con la armadura, posiblemente fue entonces cuando se llevó a cabo la instalación de la nueva cubierta desde la capilla mayor hasta el muro del piecero donde se encuentra la torre.
La nave central y la capilla están separadas por una verja de estilo plateresco, siglo XVI, con un fino y elegante friso, así como adornos y balaustres retorcidos de hierro forjado. No se disponen de datos suficientes que permitan establecer si dicha verja procede de la primitiva iglesia o si fue instalada con posterioridad. La cubierta de la capilla puede encuadrarse dentro de la mejor tradición tardomudéjar toledana.
En el siglo XVIII se construyó la sacristía en el ángulo noreste del edificio, conectada con la capilla mayor, y durante el siglo XIX se llevaron a cabo varias reformas menores.

## Fiestas
- Febrero: carnaval (fiesta tradicional de la vaquilla).
- 15 de mayo: San Isidro.
- Último fin de semana de agosto: Cristo de la Tabla. Las fiestas duran una semana, empiezan y terminan un viernes. El domingo por la mañana y por la tarde hay misa en honor al Stmo. Cristo de la tabla, y por la  tarde también hay una procesión en honor al Cristo.
- Semana de antes de las fiestas, llamada semana cultural. Tanto por la mañana como por la tarde y noche se organizan actividades sobre todo para los niños.